# Stjepan Domankušić
Stjepan Domankušić, hrvaški general, * 10. oktober 1919, Slavonski Brod, † 1993, Beograd.

## Življenjepis
Leta 1941 je vstopil v NOVJ in v KPJ. Med vojno je bil politični komisar več enot.
Po vojni je končal Višjo vojaško akademijo JLA in bil pomočnik šefa OZNE za 3. armade, načelnik KOV,...

## Odlikovanja
- Red bratstva in enotnosti
- Red partizanske zvezde